# Vismia cavalcantei
Vismia cavalcantei är en johannesörtsväxtart som beskrevs av Van den Berg. Vismia cavalcantei ingår i släktet Vismia och familjen johannesörtsväxter. Inga underarter finns listade i Catalogue of Life.